# Bellevigne-les-Châteaux
Pour les articles homonymes, voir Bellevigne (homonymie).
Bellevigne-les-Châteaux est une commune nouvelle située dans le département de Maine-et-Loire, en région Pays-de-la-Loire, créée le 1er janvier 2019. Elle est issue de la fusion de Brézé, de Chacé et de Saint-Cyr-en-Bourg.

## Géographie

### Localisation
Elle est située au sud de l'agglomération saumuroise, en bordure des rivières Thouet et Dive.

### Climat
Pour des articles plus généraux, voir Climat des Pays de la Loire et Climat de Maine-et-Loire.
En 2010, le climat de la commune est de type climat océanique altéré, selon une étude du CNRS s'appuyant sur une série de données couvrant la période 1971-2000. En 2020, Météo-France publie une typologie des climats de la France métropolitaine dans laquelle la commune est dans une zone de transition entre le climat océanique et le climat océanique altéré et est dans la région climatique  Moyenne vallée de la Loire, caractérisée par une bonne insolation (1 850 h/an) et un été peu pluvieux. 
Pour la période 1971-2000, la température annuelle moyenne est de 12 °C, avec une amplitude thermique annuelle de 14,5 °C. Le cumul annuel moyen de précipitations est de 631 mm, avec 11,1 jours de précipitations en janvier et 6,2 jours en juillet. Pour la période 1991-2020, la température moyenne annuelle observée sur la station météorologique de Météo-France la plus proche, « Mont-Bellay-Inra », sur la commune de Montreuil-Bellay à 11 km à vol d'oiseau, est de 12,8 °C et le cumul annuel moyen de précipitations est de 616,3 mm,. Pour l'avenir, les paramètres climatiques de la commune estimés pour 2050 selon différents scénarios d'émission de gaz à effet de serre sont consultables sur un site dédié publié par Météo-France en novembre 2022.

## Urbanisme

### Typologie
Au 1er janvier 2024, Bellevigne-les-Châteaux est catégorisée bourg rural, selon la nouvelle grille communale de densité à sept niveaux définie par l'Insee en 2022.
Elle est située hors unité urbaine. Par ailleurs la commune fait partie de l'aire d'attraction de Saumur, dont elle est une commune de la couronne,. Cette aire, qui regroupe 31 communes, est catégorisée dans les aires de 50 000 à moins de 200 000 habitants,.

## Histoire
La commune est créée au 1er janvier 2019 par un arrêté préfectoral du 20 septembre 2018. Son chef-lieu est fixé à la mairie de Chacé.

## Politique et administration

### Liste des maires
| Période                                  | Période                   | Identité     | Étiquette      | Qualité                                                                    |
| ---------------------------------------- | ------------------------- | ------------ | -------------- | -------------------------------------------------------------------------- |
| 5 janvier 2019                           | En cours (au 27 mai 2020) | Armel Froger | sans étiquette | Cadre technique de laboratoire d'analyses médicales Maire délégué de Chacé |
| Les données manquantes sont à compléter. |                           |              |                |                                                                            |

### Communes déléguées
| Nom                | Code Insee | Intercommunalité       | Superficie (km2) | Population (dernière pop. légale) | Densité (hab./km2) |
| ------------------ | ---------- | ---------------------- | ---------------- | --------------------------------- | ------------------ |
| Chacé (siège)      | 49060      | CA Saumur Val de Loire | 6,42             | 1 416 (2016)                      | 221                |
| Brézé              | 49046      | CA Saumur Val de Loire | 20,05            | 1 253 (2016)                      | 62                 |
| Saint-Cyr-en-Bourg | 49274      | CA Saumur Val de Loire | 8,63             | 883 (2016)                        | 102                |

## Population et société

### Démographie
L'évolution du nombre d'habitants est connue à travers les recensements de la population effectués dans la commune depuis sa création.

En 2022, la commune comptait 3 450 habitants, en évolution de −2,87 % par rapport à 2016 (Maine-et-Loire : +2,12 %, France hors Mayotte : +2,11 %).
| 2016  | 2021  | 2022  |
| ----- | ----- | ----- |
| 3 552 | 3 463 | 3 450 |

## Culture locale et patrimoine

### Lieux et monuments
- Château de Chacé.
- Château du Bois Saumoussay.
- Église Saint-Cyr de Saint-Cyr-en-Bourg.
- Manoir de la Bouchardière.
- Château de Brézé
- Église Saint-Vincent de Brézé.